# ハーバーサイド・クリスマス
ハーバーサイド・クリスマス (Harborside Christmas) は、2002年から2009年のクリスマスシーズンに東京ディズニーシー (TDS) で毎年行われていたスペシャルイベントの総称である。

## 概要
東京ディズニーシーがオープンした2001年には特にクリスマスのイベントは開催されておらず、翌2002年からの実施となる。スペシャルイベント名は各年で同じだが、内容はそれぞれ異なる。
このイベントが開催されている間はパーク内でクリスマスのデコレーションがなされ、アメリカンウォーターフロントのホレイショースクエアには高さ15メートルのクリスマスツリーが飾られる。
なお、本イベントは目玉として行われていたキャンドルライト・リフレクションズが終了したことなどにより、2010年から「クリスマス・ウィッシュ」と名称を改めることとなった。

## 2002年
開催期間2002年11月4日〜12月25日
ウォーターフロントパークが無かった為、ホレイショースクエアに特設されたステージにてショーが行われた。

### クリスマス・イン・ニューヨーク
クリスマス・イン・ニューヨーク (Christmas In New York)は、スクルージ・マクダックが経営するマクダックス・デパートメントストアがスポンサーになっているという設定のクリスマスショー。開催前のアナウンスでも、「マクダックス・デパートメントストアがお贈りする…」「McDuck Department Store Presents...」と告知されていた。
キャラクターの台詞は日本語だが、歌、MCトークは英語で進行される。
使用楽曲
- Christmas in New York
- Jingle Bells
- Scrooge's Theme
- Santa Claus Is Coming to Town
- White Christmas
- Sleigh Ride
- (Everybody's Waitin' for) The Man with the Bag
- Frosty the Snowman
- Deck the Halls
- We Wish You A Merry Christmas

### ハーバーサイド・クリスマス・グリーティング
登場するキャラクターはビッグシティ・ヴィークルのタウンカーに乗って、ニューヨーカー（ダンサー）は徒歩でアメリカンウォーターフロントのニューヨークエリアをミニパレードして、ステージに登場する。
ステージ上では、クリスマスソングに乗せて各キャラクターの紹介や、ジャンプロープ・キッズ（縄跳び）やタップ・ハッピー・トゥー（タップダンス）との共演が行われる。
また、終盤、客席通路を使ってのキャラクターグリーティングが行われる。
1日3回の公演。約25分。
夕方の回は、特設ステージ背後にある巨大クリスマスツリーの点灯式バージョンとなり、内容が一部異なる。
登場キャラクター
ミッキーマウス、ミニーマウス、ドナルドダック、デイジーダック、プルート、グーフィー、ビアンカ、バーナード
使用楽曲
- We Wish You A Merry Christmas他（メドレー）
- We Wish You The Merriest
- Jingle Bells
- Let It Snow! Let It Snow! Let It Snow!
- Toyland
- Up on the House Top
- O Tannenbaum
- Rudolph the Red-Nosed Reindeer
- Santa Claus Is Coming to Town
- Frosty the Snowman

### キャロリング・クリスマス
ドックサイド・ポーターズと児童合唱団によるクリスマスソングの合唱が行われた。キャラクターは登場しない。

## 2003年
開催期間2003年11月4日〜12月25日
この年の11月4日にウォーターフロントパークがオープンしたため、メインのショーはウォーターフロントパークに設けられたステージで行われることとなった。
また、本年以降、期間中に開催される花火は、クリスマスウィッシュ・イン・ザ・スカイと名づけられたバージョンで開催される。

### クリスマス・ホリデー・イン・ニューヨーク
クリスマス・ホリデー・イン・ニューヨーク(Christmas Holiday in New York)は、アメリカンウォーターフロントにあるウォーターフロントパークで開催されたショーで、正式名称はアメリカンウォーターフロントパーク・クリスマスショー：クリスマス・ホリデー・イン・ニューヨーク （American Waterfront Park Christmas Show: CHRISTMAS HOLIDAY IN NEW YORK）。
ニューヨークのとあるホテルを舞台に、ディズニーの仲間達がクリスマスを盛り上げるショー。このショーにはメインステージのほかにアイスリンクのステージが作られており、ミッキーマウスとミニーマウスがショー中、リンクを滑走するシーンがある。エンディングには「キャンドルライト・リフレクションズ」でも歌われている『ウェルカム・トゥ・クリスマス』がミニーマウスをメインに出演者らで歌われる。
使用楽曲
- ニューヨーク・ニューヨーク （New York New York）
- クリスマス・イン・ニューヨーク （Christmas in New York）
- ひいらぎかざろう （Deck the Halls）
- 素敵な冬景色 （Winter Wonderland）
- ハッピー・ホリデー （Happy Holiday）
- レット・イット・スノー （Let It Snow! Let It Snow! Let It Snow!）
- メリー・リトル・クリスマス （Have Yourself a Merry Little Christmas）
- ジングル・ベル （Jingle Bells）
- サンタが町にやってくる （Santa Claus Is Coming to Town）
- ウェルカム・トゥ・クリスマス （Welcome to Christmas）

### キャンドルライト・リフレクションズ
キャンドルライト・リフレクションズ'(Candlelight Reflections)は、2003年よりメディテレーニアンハーバー一帯で開催される水上ショーの名前。正式名称はメディテレーニアン・ハーバーナイト・クリスマス：キャンドルライト・リフレクションズ（Mediterranean Harbor Night Christmas: CANDLELIGHT REFLECTIONS）。ディズニーキャラクターが乗った船が暗闇に登場し、ボレロ調にされた有名なクリスマスソング『ひいらぎ飾ろう』の曲に合わせ、だんだんとライトが点灯していき、最後にはハーバー中央にある巨大なクリスマスツリーが点灯する。その後、島田歌穂が『ウェルカム・トゥ・クリスマス』を歌い上げる。そしてツリーの周りからパイロが打ち上げられ、クライマックスを迎える。
使用楽曲
- もみの木 （O Christmas Tree）
- ひいらぎかざろう （Deck the Halls）
- ウェルカム・トゥ・クリスマス （Welcome to Christmas）

### アンコール! クリスマスバージョン
アンコール! クリスマスバージョン(Encore! Christmas Ver.)はアメリカンウォーターフロントにあるブロードウェイ・ミュージックシアターで開催されているレギュラーショー「アンコール!」に、クリスマスのシーンが挿入されたスペシャルバージョン。通常演目の後半部分が、キャラクターも登場するクリスマスのシーンに差し替えられている。
通常の「アンコール!」は写真撮影、ビデオ撮影が禁止されていたが、キャラクターが登場することもあり、フラッシュ発光禁止、液晶モニターの使用禁止という条件で撮影が許可されていた。しかし、禁止されているにもかかわらず、フラッシュを使用した撮影が絶えず、出演者がフラッシュ光に目を奪われ、転倒するといった事故が発生。一切の撮影が禁止された状態に戻ることになった。

### セイル・アウェイ クリスマスバージョン
セイル・アウェイ クリスマスバージョン(Sail Away Christmas Ver.)はアメリカンウォーターフロントにあるドックサイドステージで開催されているレギュラーショー「セイル・アウェイ」に、クリスマスのシーンが挿入されたスペシャルバージョン。

## 2004年
開催期間2004年11月5日〜12月25日

### クリスマス・ホリデー・イン・ニューヨーク
2003年に開催されたショーとほぼ同じ構成。
だが、2003年のショー中に登場した回転ドアは回転ドアに関する事件が起こったため、普通のドアに替えられた。

### キャンドルライト・リフレクションズ
このショーも基本的には2003年に開催されたものと同じであるが、クライマックスのパイロの数が増えたなどの細かい変更点は見られる。

### アンコール! クリスマスバージョン
ほぼ2003年のものと同じ。キャラクターが登場するシーンの演出が異なっている。

### セイル・アウェイ クリスマスバージョン
ほぼ2003年のものと同じ。

### クリスマスウィッシュ・イン・ザ・スカイ
クリスマスソングに乗せて花火が打ち上げられる。

## 2005年
開催期間2005年11月5日〜12月25日

### ミニーのナットクラッカー
ミニーのナットクラッカー(Minnie's Nut Cracker)は2年に渡り公演されてきた「クリスマス・ホリデー・イン・ニューヨーク」に代わる新しいショー。チャイコフスキーが作曲した楽曲「くるみ割り人形」をベースに、ディズニー流にアレンジされている。また、「クリスマス・ホリデー・イン・ニューヨーク」の際に使用されたアイスリンクは健在で、クライマックスでミッキーマウスとミニーマウスが滑るシーンが登場した。
また、このショーで初めて東京ディズニーシーで座席指定券が導入された。配布所で、自分が見たい回を指定し、座席指定券を入手する。
当初は、初回のみ座席指定券なし、2回目以降の公演では座席指定券を配布という形式と発表されていたが、クリスマスイベント開催直前に初回と5回目（その日の最終回）のみ座席指定券なし、2回目と3回目の回は座席指定券配布という形式に変更された。
使用楽曲
- クリスマス・イズ （Christmas Is）
- 序曲 （Overture）
- 雪のワルツ （Waltz Of The Snowflakes）
- 行進曲 （March）
- あし笛の踊り （Dance Of The Reed Flutes）
- 中国の踊り （Chinese Dance）
- 花のワルツ （Waltz Of The Flowers）
- クリスマスメロディー （A Christmas Melody）
- トレパック （Trepak）

### キャンドルライト・リフレクションズ
このショーは基本的には2003年、2004年に開催されたものと同じであるが、クライマックスのパイロの数が増えたなどの細かい変更点は見られる。

### アンコール! クリスマスバージョン
ほぼ2003年、2004年のものと同じ。

### サウンド・オブ・クリスマス
サウンド・オブ・クリスマス(Sound of Christmas)は「セイル・アウェイ クリスマスバージョン」に代わるショー。ドックサイドステージで公演される。ディズニーの仲間達がドックサイドボーダーズ、シンギングゴンドリエ、またはどちらか一方とクリスマスソングを歌うという内容。演奏はバンドによる生演奏。このショーが開催中は「セイル・アウェイ」は終日休演となる。
キャラクター出演は後半部分のみで、最後にはみんなそろって『ウェルカム・トゥ・クリスマス』の歌詞を手話で表現する演出があった。
使用楽曲
- 賛美歌106番『荒野の果てに』 (Angels We Have Heard on High)
- サンタが街にやってくる (Santa Claus Is Coming to Town)
- そりすべり (Sleigh Ride)
- ひいらぎかざろう (Deck the Halls)
- ジングル・ベル・ロック (Jingle Bell Rock)
- ホーリー・ジョリー・クリスマス (A Holly Jolly Christmas)
- 賛美歌111番『神の御子は今宵しも』 (Adeste Fideles / O Come, All Ye Faithful)
- メリー・リトル・クリスマス (Have Yourself a Merry Little Christmas)
- ジングルベル (Jingle Bells)
- 赤鼻のトナカイ (Rudolph the Red-Nosed Reindeer)
- 賛美歌103番『牧人ひつじを』 (The First Nowell)
- ウェルカム・トゥ・クリスマス (Welcome to Christmas)
- 賛美歌112番『もろびとこぞりて』 (Joy to the World)

### その他
クリスマスイベント開催期間中に、アメリカンウォーターフロントにボールを転がしてカップに入れば賞品がもらえるというゲームワゴンが登場した（この形式のゲームは同年5月〜8月に行われた「アラジンのホールニューワールド」で初登場）。ゲーム内容は2種類あり（「だんろのくつした」と「サンタのえんとつ」）、「だんろのくつした」はボールを転がし、奥にある靴下を模したカップに1球でも入れば賞品獲得。「サンタのえんとつ」はボールを転がし、奥にある煙突を模したカップに入れば賞品獲得となる。賞品はミッキーマウスとミニーマウスのぬいぐるみ（どちらかを選択）。賞品を獲得できなかった場合でも、ディズニーキャラクターが描かれたオリジナルピンをもらえた（9種類の中から好きな絵柄を選択できた）。

## 2006年
開催期間2006年11月7日〜12月25日

### ミート＆スマイル
- ショーの途中にクリスマスのシーンが追加されている。

使用楽曲
- Let's Meet & Smile
- Jingle Bells
- Sleigh Ride
- Winter Wonderland

### キャンドルライト・リフレクションズ
- 登場するキャラクターの衣装が、2005年以前とは異なっている。
- ダッフィーがミッキーマウスとミニーマウスの乗る船に乗って登場するようになった。
- キャラクターが搭乗している船の、キャンドルを模した照明のデザインが変更された。

### ビッグバンドビート 〜クリスマス・スペシャル〜
ビッグバンドビート 〜クリスマス・スペシャル〜（BigBandBeat 〜Chiristmas Special〜)はアメリカンウォーターフロント内にあるブロードウェイ・ミュージックシアターにて公演されているビッグバンドビートに、一部クリスマスの内容を加えたスペシャルバージョン。このショーがスタートしたこの年より実施。

### オーバー・ザ・ウェイブ クリスマスバージョン
- 終盤にショー内で開催される「トロピカル・パーティ」は「クリスマス・パーティ」に変更になっている。
- 併せて、内容、歌、台詞などが変更になっている。

使用楽曲（クリスマスバージョンの追加曲のみ）
- We Need a Little Christmas
- Deck the Hall
- Jingle Bells
- Let It Snow! Let It Snow! Let It Snow!
- Rudolph,the Red-Nosed Reindeer
- Holly Jolly Christmas
- Santa Ciaus Is Coming to Town

### ヴォイス・オブ・クリスマス
ケープコッドの特設水上ステージで土日祝日に開催
男性ヴォーカリスト3人と、一般のコーラスグループによるクリスマスソングの歌唱が行われる。コーラスグループには、民間の合唱サークルや、大学の合唱サークルが招かれている。

### クリスマスウィッシュ・イン・ザ・スカイ
クリスマスソングに乗せて花火が打ち上げられる。

### その他のエンターテイメント
以下のショーにおいても、演奏される楽曲の一部がクリスマスソングに変更されている。
- サルサ!サルサ!サルサ!
- ムジカ・メヒカーナ
- リズミック・ピミエントス

### サンタとダッフィーのグリーティング
「ケープコッド・クックオフ」横にてサンタクロースとダッフィー（衣装はサンタ帽子とマフラー）と記念撮影ができるフォトロケーションを設置。

## 2007年
開催期間2007年11月7日〜12月25日

### キャンドルライト・リフレクションズ
2006年のものに、ほぼ同じ。

### リトル・クリスマス・ストーリー
『リトル・クリスマス・ストーリー』(A Little Tale of Christmas)は、ケープコッドの水上特設ステージで開催された、1日3回公演（休演日設定無し）、1回の公演は約15分。
ケープコッドの住人であるアンおばさんが、ケープコッドに住む少女ベスに『ミッキーのクリスマス・キャロル』を思わせる話を物語る。孤独にクリスマスを過ごすスクルージ・マクダックに同情するベスは、いつしか物語の中へと入って行き、頑ななスクルージ・マクダックの心を変えることになる。
登場人物
- アンおばさん
- ベス
- スクルージ・マクダック
- ミッキーマウス
- ミニーマウス

### ビッグバンドビート〜クリスマススペシャル〜
2006年とほぼ同様。

### オーバー・ザ・ウェイブ クリスマスバージョン
2006年と同様の内容。セリフ・振り付けが一部変更された。

### ミート＆スマイル
2006年と同様。

### サンタとダッフィーのホリデーグリーティング
「ケープコッド・クックオフ」横にてサンタクロースとダッフィー（衣装は前年と異なりニット帽子とツリーが描かれた白セーター）と記念撮影ができるフォトロケーションを設置。

## 2008年
開催期間2008年11月7日〜12月25日

### キャンドルライト・リフレクションズ
2006年のものに、ほぼ同じ。

### リトル・クリスマス・ストーリー
2007年のものと、ほぼ同じだが、以下の点が異なる。
- 登場するキャラクターに、ドナルドダック、デイジーダックが加わった。
- 終盤で歌われる曲が、『ウェルカム・トゥ・クリスマス』からリトル・クリスマス・ストーリーのオリジナル曲に変更された。

### ビッグバンドビート〜クリスマススペシャル〜
2006年のものに、ほぼ同じ。

### オーバー・ザ・ウェイブ クリスマスバージョン
2006年のものに、ほぼ同じ。

### ミート＆スマイル
2006年のものとほぼ同じだが、以下の点で異なる。
- 楽曲が追加された。

### キャラクターグリーティング
ケープコッド
ダッフィー（前年と異なり緑を基調としたコスチューム）とサンタクロース
『ドナルドのボートビルダー』が開催されている建物の外側（水路側）で行われた。
ニューヨーク
マリーとミセス・サンタ
レストラン櫻、スチームボート・ミッキーズの建物の裏側（水路側）で行われた。
ウォーターフロントパーク
ミッキーマウス、ミニーマウス、ドナルドダック、デイジーダック、グーフィー、プルート、チップ、デール、スノーマン、トナカイ（ルドルフ）
アリエルのグリーティンググロット
アリエルがクリスマスのコスチュームとなった。

### その他
以下のショーにおいても、演奏される楽曲の一部がクリスマスソングに変更されている。
- サルサ!サルサ!サルサ!
- ムジカ・メヒカーナ

## 2009年
開催期間2009年11月10日〜12月25日
2003年以降、毎年開催されてきた『キャンドルライト・リフレクションズ』は2009年をもって終了するためこれに伴い、この期間中、ブラヴィッシーモ!の開催は中止され、『キャンドルライト・リフレクションズ』が1日2回公演される。
キャッチコピーは「キャンドルが消える前に、会いましょう。」

### キャンドルライト・リフレクションズ
このショーは、2009年で最終公演となる。これに際し、2009年はブラヴィッシーモ!の公演をクリスマス期間は休演にし、2回公演している。また、11月9日には21時からスニークプレビューが行われた。この日ブラヴィッシーモ!は通常より早く公演した。
2009年は、「フィナーレの思い出に光の海を作ろう」を合言葉に、キャラクター達が途中から蝋燭（光る物）を振るというシーンが追加されている。公演開始5分前に行われる放送と終了時の放送は、島田歌穂が担当している。また、使用される楽曲『Welcome to Christmas』を歌うのは2008年までと同じく島田歌穂だが、新たに収録しなおされたものである。
主な変更点
- キャラクターの声が多数追加されている。（11月18日はミッキーマウスとミニーマウスのスクリーンデビュー日だったためミッキーマウスとミニーマウスのセリフが通常のものと異なった。）
- 巡回する船の装飾が豪華になっている。
- 島田歌穂の歌う『Welcome to Christmas』が再収録され、2008年以前より長くなっている。
- パイロが多く上がるようになった。
- 中央のツリーの照明が加わっている。
- 1日1回公演から2回公演になった。（1日1回の日もあった。）

11月20日に開催されたハウス食品プライベートパーティーでは特別バージョンが開催された。スペシャルゲストとしてジャニーズのグループ、嵐が登場し、ミッキーマウスといっしょの船で登場している。嵐は、ミッキーマウスマーチなども歌っているほか、振り付けなどもそのときはミッキーマウスと同じように踊っていた。

### ビッグバンドビート〜クリスマススペシャル〜
2009年より、鑑賞には座席指定券が必要となった。座席指定券は抽選で配布される。抽選は開園から各公演の開演30分前まで、ビリエッテリーアで行われる。
内容は2006年のものとほぼ同じ。

### オーバー・ザ・ウェイブ クリスマスバージョン
2006年のものとほぼ同じ

### ミート＆スマイル
2006年のものとほぼ同じ

### ジョリーホリデードライブ
クリスマスの衣装を着たディズニーキャラクターが、ビッグシティ・ヴィークルに乗ってアメリカンウォーターフロントを周遊（ポートディスカバリーの一部、ポンテ・ベッキオも経由）し、挨拶する。なお、当日の混雑状況などにより、周遊するコースは異なることがある。
登場キャラクター
ミッキーマウス、ミニーマウス、ドナルドダック、デイジーダック、グーフィー、プルート、チップ、デール、トナカイ (ルドルフ)
11月27日に開催された日本航空JAL×コカ･コーラプライベートパーティーでは、夜バージョンが行われ、上記のキャラクターのほかに、スクルージ・マクダック、クラリス、スティッチ、マリーなども登場した。通常、2台のビッグシティ・ヴィークルで行われるが、キャラクターが増えたため、3台で登場となった。また、この時の周遊コースも通常とは異なり、メディテレーニアンハーバーを1周するコースとなった。

### ホリデーグリーティング
キャラクターとのクリスマス限定グリーティング
ケープコッド
ダッフィー（衣装は昨年と異なり、白・緑・赤を基調としたセーター）とサンタクロース
実施場所は2008年と同様。
ニューヨーク
マリーとミセス・サンタ
ウォーターフロントパークで行われた。

### その他
以下のショーにおいても、演奏される楽曲の一部がクリスマスソングに変更されている。
- サルサ!サルサ!サルサ! （ロストリバーデルタ）
- ムジカ・メヒカーナ （ロストリバーデルタ）
- 11月27日に開催された日本航空JAL×コカ･コーラプライベートパーティーでは、リドアイルでプリンス&プリンセスによるスペシャルセレモニーグリーティングが行われた。ミッキーマウスやミニーマウスなどの登場はなく、ディズニープリンセス・プリンスのみがミート&スマイルの船で登場した。使われた曲は2006年のディズニー・プリンセス・デイズのパレードのものとほぼ同じ曲である。